# Jajaran Baru
Jajaran Baru is een bestuurslaag in het regentschap Lahat van de provincie Zuid-Sumatra, Indonesië. Jajaran Baru telt 631 inwoners (volkstelling 2010).